# Louis Fortin
 (août 2011).
Louis Alexandre Fernand Fortin né à Suippes le 3 décembre 1889, mort le 25 juillet 1949. Général et homme politique français.
Secrétaire général à la Défense nationale dans le GPRF du 26 août 1944 au 4 septembre 1944.
Le 16 novembre 1939, commandant du génie du 16e corps d'armée à la frontière nord, puis le 1er janvier 1940 chef d'état-major à la Ve armée en Lorraine. Fait prisonnier le 25 juin 1940, il n'est libéré que le 15 mars 1943. Il entre aussitôt en résistance, puis devient Secrétaire général à la Défense nationale.